# Pesaguero
Pesaguero és un municipi de la Comunitat Autònoma de Cantàbria. Es troba en la comarca de Liébana i limita al nord amb Cabezón de Liébana, a l'est amb Polaciones, a l'oest amb Vega de Liébana i al sud amb la província de Palència.

## Localitats
- Avellanedo, 18 hab.
- Barreda, 38 hab.
- Caloca, 56 hab.
- Cueva, 25 hab.
- Lerones, 40 hab.
- Lomeña, 48 hab.
- Obargo, 12 hab.
- Pesaguero (Capital), 50 hab.
- Valdeprado, 41 hab.
- Vendejo, 32 hab.

## Demografia
| 1900  | 1910  | 1920  | 1930  | 1940  | 1950  | 1960 | 1970 | 1980 | 1990 | 2000 | 2007 |
| ----- | ----- | ----- | ----- | ----- | ----- | ---- | ---- | ---- | ---- | ---- | ---- |
| 1.285 | 1.343 | 1.323 | 1.268 | 1.310 | 1.227 | 980  | 702  | 497  | 491  | 402  | 346  |

Font: INE

## Administració
| Eleccions municipals, 25 de maig de 2003 |      |        |          |
| Partit                                   | Vots | %      | Regidors |
| PP                                       | 197  | 73,51% | 5        |
| PSOE                                     | 34   | 12,69% | 1        |
| PRC                                      | 34   | 12,69% | 1        |

| Eleccions municipals, 27 de maig de 2007 |      |        |          |
| Partit                                   | Vots | %      | Regidors |
| PP                                       | 139  | 54,30% | 4        |
| PSOE                                     | 65   | 25,39% | 2        |
| PRC                                      | 44   | 17,19% | 1        |